# Уркаш
Урка́ш (каз. Орқаш) — село у складі Камистинського району Костанайської області Казахстану. Входить до складу Аралкольського сільського округу.
Населення — 70 осіб (2021; 297 у 2009, 549 у 1999, 1248 у 1989).